# Kyōtanabe, Kyōto
Kyōtanabe (京田辺市 (Kinh Điền Biên Thị) Kyōtanabe-shi) là một thành phố thuộc phủ Kyōto, Nhật Bản.